# 타게스샤우 (ARD)

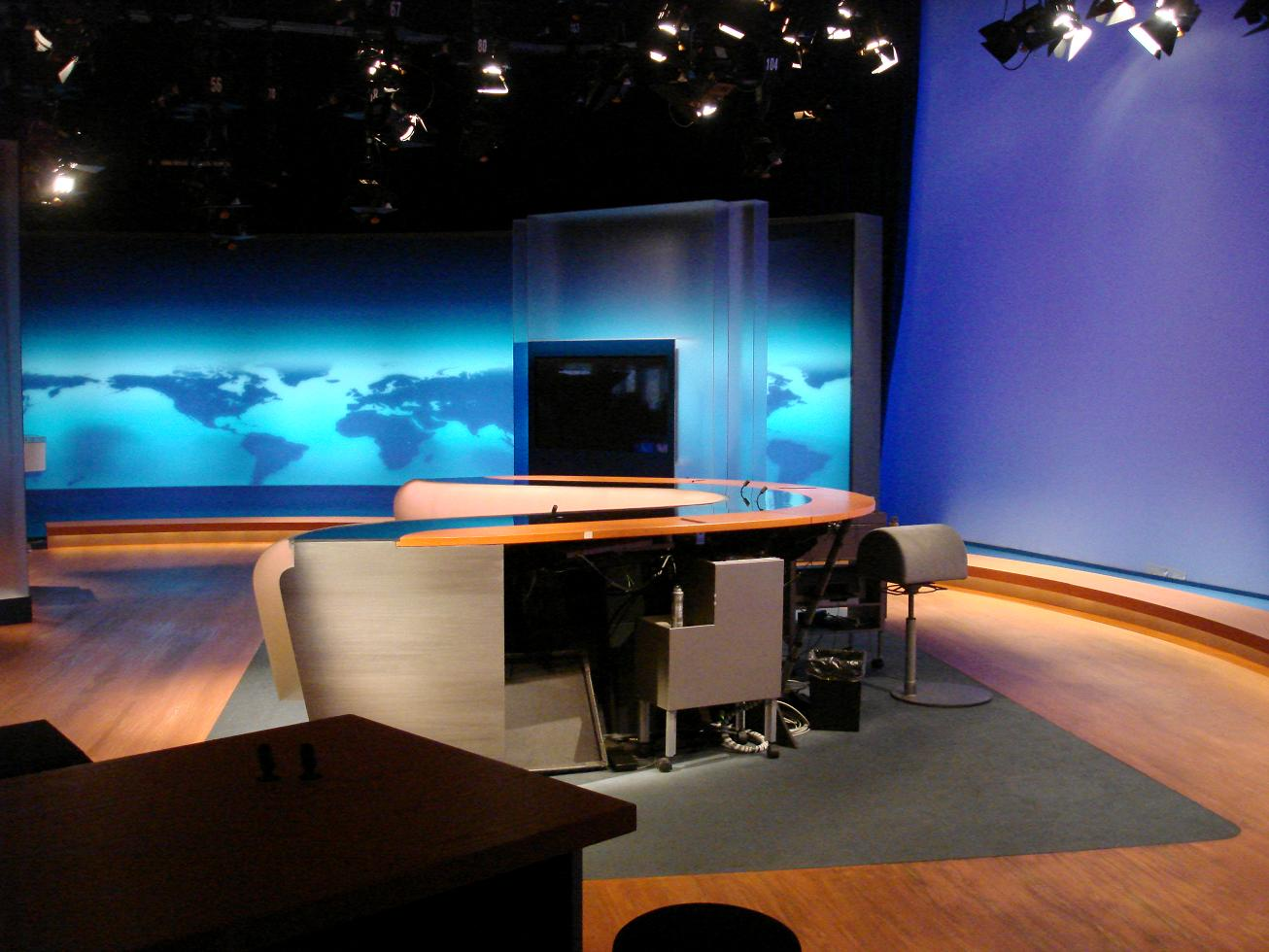
뉴스 스튜디오의 모습

tagesschau(타게스샤우)는 독일의 공영 방송 ARD의 뉴스 프로그램이다. 지난 1952년에 시작되어 독일의 뉴스 프로그램 중 가장 오랫동안 방송되고 있다.
제목의 유래는 하루를 뜻하는 'Tag'와 관점 및 쇼를 뜻하는 'Schau'를 합친 말이다.

## 개요
1952년 12월 26일 북서독일방송(NWDR)에서 처음 방송을 시작하였으며, 1955년 NWDR이 (NDR, WDR, SFB)로 각각 나뉘게 된 뒤 북부독일방송(NDR)에서 제작하고 있다.
본 방송은 Das Erste에서 매일 오후 8시에 방송되며, tagesschau24, 3sat, EinsPlus에서도 재송출하며 시사교양 채널인 Phoenix에선 수화 버전으로 재송출된다. 채널 3번에 위치한 각 지역 방송국(BR, MDR 제외)에서도 재송출되고 있다. 오후 8시 외에 오전, 정오 등의 단신 형태의 뉴스도 Das Erste에 방송된다. 홈페이지와 스마트폰 앱에서는 요약 뉴스인 Tagesschau in 100 Sekunden도 제공한다.
Tagesschau에서 자체적으로 제공하는 광고는 없고, 대신 월~토요일 시작전에 블록광고와 시보광고를 내보낸 뒤 방송을 시작한다. 독일의 공영 방송은 저녁 8시 이후 일요일과 공휴일에 상업광고를 편성할 수 없으므로 일요일과 공휴일에는 광고없이 방송된다. 월~토요일의 경우에도 하루 평균 20분씩만 광고 편성을 할 수 있으므로 광고를 많이 보내지 않는다.
ARD의 뉴스 프로그램은 프롬프터를 2000년대 중반까지도 쓰이지 않아 아나운서들이 생방송 중에 직접 원고를 읽었으며, 아나운서가 원고를 읽어서 보도하는 위주의 유럽식 뉴스 프로그램 스타일을 오늘날까지 유지하고 있다.

## 시청률
독일의 메인 뉴스 중에서도 시청률이 가장 높은 프로그램으로 타 독일 방송국들의 메인 뉴스 시청률을 모두 합친 수준으로 높다. 2004년엔 998만명 가량으로 34.4%의 시청률을 자랑했던 적이 있었다. SAT.1, 프로지벤에서 한 때 프라임 타임의 시작 시간을 오후 8시 정각으로 편성하였다가 시청률이 압도적으로 밀려서 8시 15분으로 옮겨야 했던 적이 있었다. 다른 독일어권 방송국들도 메인 뉴스 프로그램을 오후 8시~8시 15분 이외의 시간대에 편성하고 있다.

## 대표 앵커(Chefsprecher)
- 1964~1987 : 카를하인츠 쾨프케 (Karl-Heinz Köpcke)
- 1987~1995 : 베르너 바이겔 (Werner Veigel)
- 1995~1999 : 다그마 베르코프 (Dagmar Berghoff)
- 2000~2004 : 조 브라우너 (Jo Brauner)
- 2004~현재 : 얀 호퍼 (Jan Hofer)